# ناحیه بلو لیک، شهرستان کالکاسکا، میشیگان
ناحیه بلو لیک (به انگلیسی: Blue Lake Township) یک منطقهٔ مسکونی در ایالات متحده آمریکا است که در شهرستان کالکاسکا، میشیگان واقع شده‌است.
 ناحیه بلو لیک  ۳۸۷ نفر جمعیت دارد و ۴۱۸ متر بالاتر از سطح دریا واقع شده‌است.